# Hyblaeus Fossae
Le Hyblaeus Fossae sono una struttura geologica della superficie di Marte.